# Manie

Patienten mit Größenwahn können fälschlicherweise glauben, sie seien viel mächtiger als sie tatsächlich sind (Megalomanie).

Eine Manie (von altgriechisch μανία maníā, deutsch ‚Raserei, Wut, Wahnsinn‘) ist eine affektive Störung, die meist in Episoden verläuft. Antrieb, Stimmung und Aktivität befinden sich in einer Manie weit über dem Normalniveau.
In ihrer Entstehung und Aufrechterhaltung ist die Manie wahrscheinlich multifaktoriell bedingt. Genetische Faktoren und psychosoziale Belastungen werden als Ursachen vermutet. Auf neurochemischer Ebene werden Störungen im Serotonin-, Katecholamin- und GABA-Stoffwechsel diskutiert.
Während einer Manie reduziert sich der Schlaf. Eine Überanstrengung von Bereichen des Gehirns tritt ein, wodurch dann, wenn es nicht zu einer Behandlung kommt, psychotische Symptome ausgelöst werden können. Eine abgeschwächte Verlaufsform einer Manie, die allerdings immer noch deutlich über den Normalschwankungen der Stimmung liegt, bezeichnet man als Hypomanie.

## Symptome und Merkmale
Sehr grob vereinfacht kann man eine Manie als das „Gegenteil einer Depression“ bezeichnen. Die Symptome zeigen sich in praktisch allen Lebensbereichen und betreffen fast alle psychischen Funktionen:

### Antrieb
Der Antrieb und die Stimmung sind weit übernormal, mitunter bis ins äußerste Extrem gehoben. Es bestehen starke Erregung und innere Getriebenheit, rastlose Aktivität und Unruhe. Selbst wenn Betroffene die Überreizung noch wahrnehmen, verausgaben sie sich völlig, obwohl ihnen bewusst ist, dass dies schädliche Folgen haben kann.

### Stimmung
Es besteht intensive, aber unbegründete gehobene und heitere Stimmung, teilweise aber auch Gereiztheit bzw. missmutige Umtriebigkeit.

### Sozialverhalten
In der Manie sind die Geselligkeit und die Gesprächigkeit stark erhöht. Patienten zeigen oft völlig unangepasstes, distanzloses Verhalten; beispielsweise werden fremde Leute einfach angesprochen und in Gespräche verwickelt, die weit jenseits gesellschaftlicher Konventionen liegen. Betroffene zeigen mangelnde Sensibilität für die Bedürfnisse und Gefühle der unmittelbaren Mitmenschen und neigen zu hemmungslosem und unkritischem Verhalten.
Andere können den Betroffenen nicht von diesen Verhaltensweisen abhalten, ein Maniker lässt sich kaum oder gar nicht bremsen oder belehren. Heftige Streitigkeiten mit lautstarken und schweren Beleidigungen gegenüber nahestehenden Personen sind dann meist die Folge.
Alle diese Handlungen können völlig persönlichkeitsfremd sein, was für Angehörige oder Freunde äußerst belastend sein kann. Häufig führt dies zum Zerbrechen enger, langjähriger und für den Betroffenen sehr wichtiger Bindungen, wodurch sich der Gesamtzustand des Betroffenen weiter signifikant verschlechtert.

### Sexualität
Die Libido ist gesteigert; die Betroffenen können völlig enthemmt werden, die Kontrolle über sich selbst verlieren. Häufig kommen auch sexuell anzügliche Verhaltensweisen sowie häufige und wahllose sexuelle Kontakte mit fremden Personen vor.

### Kognitive Symptome
Den Betroffenen gehen ständig neue Ideen durch den Kopf; dies reicht von einer Weitschweifigkeit der Gedanken bis zur Ideenflucht. Weitschweifigkeit bedeutet, dass der Betroffene beim Reden über ein Thema immer wieder auf Abwege vom ursprünglichen Gedankengang gerät, zu dem er nur umständlich wieder zurückfindet. Bei der Ideenflucht folgen die Überlegungen rasend schnell aufeinander, der Betroffene gelangt vom „Hundertsten ins Tausendste“, die Assoziationen können gelockert sein. Die Gedanken bleiben an sich logisch aufeinander folgend, jedoch ist es dem Betroffenen kaum möglich, eine weitergehende Frage zu beantworten, da er nicht zum Ziel seiner Erzählung zurückfindet bzw. immer wieder abschweift. Dies äußert sich auch in Logorrhoe, einem starken Rededrang; im Extremfall überschlagen sich die Worte so sehr, dass es dem Zuhörer kaum oder nicht mehr möglich ist, etwas zu verstehen.

### Realitätswahrnehmung
Das Selbstbewusstsein kann ins Maßlose gesteigert sein; Realitätsverlust und Größenwahn (Megalomanie) sind möglich. Auch andere Wahnvorstellungen, die mitunter über mehrere Wochen bis Monate als „Realität“ verteidigt und ausgebaut werden, kommen vor (allerdings wie Halluzinationen nur bei sogenannten Manien mit psychotischen Symptomen – auch ohne Wahn kann eine Manie vorliegen). Halluzinationen sind möglich, abgeschwächt ist eine verstärkte, intensive Wahrnehmung von Farben und Eindrücken typisch, auch Wachträume, welche die Aufmerksamkeit stark mindern können.

### Schlaf und Hygiene
Übermäßige Beschäftigung mit angenehmen Dingen ist typisch; fanatisch und exzessiv wird ein Teilbereich ausgeübt, während andere, oft wichtigere Dinge, völlig vernachlässigt werden. Es kommt zu einem stark verminderten Schlafbedürfnis und häufig zu Zähneknirschen, Schmatzen und Reden im Schlaf. Manchmal ist auch die Vernachlässigung der Nahrungsaufnahme und Körperhygiene zu beobachten.

### Umgang mit Geld
Häufig geben die Betroffenen mehr und schneller Geld aus als üblich. In Gaststätten werden Lokalrunden ausgegeben, Geld und Wertgegenstände werden an Fremde verschenkt. Mitunter werden von Erkrankten während einer Episode aufgrund ihrer Größenideen sogar übermäßige Geschäfte getätigt, die für die Betroffenen und ihre Angehörigen sehr unangenehme Folgen wie hohe Verschuldung haben können.

### Fehlende Einsicht
Von einer Manie Betroffene haben während der manischen Phase typischerweise keinerlei Problemeinsicht; sie „fühlen sich blendend“. Angehörige oder Experten der Störung hingegen vermögen sie zu erkennen.
Wenn die Phase abgeklungen ist, sitzen die Betroffenen bisweilen vor einem großen Scherbenhaufen und sind voller Schamgefühle wegen ihres Verhaltens. Aufgrund der Selbstüberschätzung kann es auch zu selbstgefährdendem Verhalten bis hin zum Suizid kommen; seltener besteht eine Fremdgefährdung, welche durch die gesteigerte Kraft, Ausdauer und Widerstandsfähigkeit (etwa gegenüber manchen Beruhigungsmitteln) akuter Maniker noch potenziert werden kann.

## Arten
Das Gesamtbild einer Manie unterscheidet sich von Fall zu Fall, oft auch von Episode zu Episode bei einem einzigen Patienten. Man kann zwischen der klassischen Manie (mit einer im Vordergrund stehenden Antriebssteigerung und gehobener Stimmung) und der gereizten Manie (mit zornig-gereizter Stimmung) unterscheiden. Bei extremer Beschleunigung von Denken und Sprechen ist eine verworrene Manie möglich, ein Erscheinungsbild, das einem Verwirrtheitszustand, wie er bei hirnorganisch bedingten psychischen Störungen vorkommt, sehr ähnlich sein kann. Eine Manie kann je nach Ausprägung für den Betroffenen und die Angehörigen sehr belastend sein und schwerwiegende soziale Folgen haben.
Neben reinen Manien kann auch eine gemischte Phase (Mischzustand) auftreten: neben manischen kommen dann auch depressive Symptome vor. Es zeigt sich die Getriebenheit der Manie mit dem schlechten Gefühl der Depression; in diesem Zustand spielt Suizidalität eine große Rolle, weil die „Kraft“, die der Manie entspringt, den Antrieb liefern kann, einen durch die Depression hervorgerufenen Suizidwunsch oder Suizidentschluss tatsächlich in die Praxis umzusetzen. Aus diesem Grund gelten die Mischzustände als die mit Abstand gefährlichsten Episoden einer bipolaren Störung, und diese Patienten müssen möglichst engmaschig betreut/überwacht werden, um dies zu verhindern.

## Fragebögen
Es gibt verschiedene Fragebögen zur Erfassung maniformer Symptome in Selbst- oder in Fremdbeurteilung:
- M-D-Skala
- Altman Self-Rating-Mania Scale (ASRM)
- Allgemeine Depressions- und Manie-Skala (ADMS)
- Self-Rating Mania Inventory (SRMI)
- Manie-Selbstbeurteilungsskala (MSS)
- Young Mania Rating Scale (YMRS)
- Internal State Scale (ISS)
- Hypomania Selfrating-Scale (HSRS)
- Hypomania Checklist-32 (HCL-32),[4] Hypomanie Checklist-16 (HCL-16)[5]
- Hypomania Interpretations Questionnaire (HIQ)[6]

Für Fragebögen zu depressiven Symptomen siehe: Depression.

## Abgrenzung zur Bipolaren Störung
Im Rahmen einer Bipolaren Störung, früher als manische Depression oder manisch-depressive Erkrankung bezeichnet, treten sowohl manische Episoden als auch depressive Episoden auf. Dabei sind die manischen Episoden in der Regel kürzer als die depressiven Episoden; erstere dauern normalerweise einige Wochen, letztere eher einige Monate. Jedoch können diese Episoden bedeutend kürzer sein, wenn der Betroffene mit Medikamenten und/oder durch Psychotherapie behandelt wird.
Im Bezug auf die Häufigkeit von manischen und depressiven Episoden findet man in etwa folgende Verteilung:
- nur Manie: ca. 5 % (medizinischer Begriff: mono-polarer Zustand)
- nur Depression: ca. 55 %
- bipolare Störung: ca. 40 %

Ein großes Problem besteht darin, dass bis zur richtigen Diagnose (z. B. bei vorher vorhandenen Hypomanien) oft viel Zeit vergeht, bis eine angemessene Behandlung erfolgt. Für den Fall, dass vorher bereits viele Episoden stattgefunden haben, gibt es Hinweise, dass die Phasen dazwischen kürzer und die anschließenden Ausbrüche heftiger werden können. Mitunter können sie dann auch durch Medikation nicht ganz verhindert werden, und zudem können Residualzustände verbleiben.

## Ursachen
Man geht derzeit von einer vorübergehenden Störung der Neurotransmitter im Gehirn aus. Auch wurden bis jetzt vier Gene lokalisiert, die für die bipolare Störung von Bedeutung sind, deren Heritabilität auf bis zu 80 % geschätzt wird. Allerdings können die Neurotransmitter auch bei Nichtträgern in ebensolcher Weise verändert sein, so dass auch noch andere Komponenten dazu beitragen, bipolar – manisch und depressiv – zu werden.
Auslöser krisenhafter Episoden sind oft bedeutende Ereignisse im Leben wie zum Beispiel eine Hochzeit, eine Scheidung oder ein Stellenwechsel. Verlusterfahrungen wie der Tod eines nahen Angehörigen, Zerbrechen einer Beziehung, Arbeitslosigkeit etc. sind ebenfalls stressende Ereignisse, die bei Disposition für diese Störung Episoden auslösen können. Episoden der Störung können aber auch ohne äußere Ursachen auftreten. Als mögliche pathophysiologische Ursache und potentielles therapeutisches Angriffsziel kommen dysfunktionale Mitochondrien in Frage.
Die genauen Kausalzusammenhänge sind bisher nicht geklärt und Gegenstand intensiver Forschung.

## Behandlung

### Pharmakotherapie
Zur Behandlung einer akuten Manie werden Lithiumpräparate, Antiepileptika oder Neuroleptika eingesetzt. Letztere vermindern die Wirkung verschiedener Neurotransmitter, insbesondere Dopamin und Serotonin, und werden zunehmend in der Therapie verwendet. Die Wirkungsweise von Lithium oder Antiepileptika wie Valproinsäure ist weit weniger erforscht, dennoch besitzen sie eine deutliche antimanische Wirkung, wirken aber depressiven Phasen schwächer entgegen. Lamotrigin mildert Depressionen bei bipolarer Störung besser, sollte aber bei Patienten mit deutlicher Neigung zu manischen Phasen nur mit Vorsicht verabreicht werden, weil unter Umständen Hypomanien oder Manien begünstigt werden können. Je nach Schwere und Ausprägungsgrad der Erkrankung kommen auch Kombinationen der oben genannten Medikamente zum Einsatz. In der Akutphase der Störung können Sedativa hilfreich sein, um die Erregung der Patienten zu dämpfen oder ihnen Schlaf zu ermöglichen. Zu diesem Zweck werden meist Benzodiazepine oder schwachpotente Neuroleptika wie Zyprexa eingesetzt.

### Psychotherapie
Psychotherapeutische Verfahren in Einzel- oder Gruppenangeboten haben sich bewährt. Insbesondere interpersonelle, familienfokussierte und verhaltenstherapeutische Therapieverfahren sind in ihrer Wirksamkeit erwiesen. In Kombination mit psychoedukativen Behandlungselementen stellen sie einen wichtigen Baustein der multimodalen Therapie dar. Es werden unter anderem Kompetenzen zur Frühwarn-Symptomerkennung vermittelt und Strategien, wie z. B. durch antimanisches Verhalten wie etwa Reizabschirmung und konsequentere Beibehaltung von Strukturen wie Schlafenszeiten gegenzusteuern. Geschieht dies rechtzeitig, kann man eventuell eine Phase verhindern oder abschwächen. 

## Prophylaxe
Lithiumsalze wie z. B. Lithiumcarbonat, aber auch Carbamazepin, Valproat und Lamotrigin wirken außerdem phasenprophylaktisch, d. h., sie verringern die Wahrscheinlichkeit des Auftretens erneuter Krankheitsschübe, und können sie teilweise gänzlich verhindern. Voraussetzung ist die langfristige Einnahme.
Auch die psychotherapeutische Vermittlung von Strategien zur Phasenprophylaxe kann die Häufigkeit und die Schwere von Rückfällen reduzieren. 

## Umgang mit Betroffenen
Der Umgang mit Menschen, die sich in einer manischen Phase befinden, kann sehr anstrengend sein; häufig sind die Angehörigen nach kurzer Zeit am Ende ihrer Kräfte.
Da viele Betroffene wenig oder keine Problemeinsicht zeigen, wird teilweise eine Zwangseinweisung in eine psychiatrische Einrichtung angeordnet. Die Voraussetzung hierfür ist jedoch eine richterlich bestätigte, akute Eigen- oder Fremdgefährdung entsprechend den Vorgaben des länderspezifischen Rechts (häufig Psychisch-Kranken-Gesetz bzw. PsychKG o. ä.). 
Nach einer Zwangseinweisung, die aus medizinischer Sicht vor allem auch einer Abschirmung des Betroffenen vor stimulierenden Reizen dienen soll, kann es im äußersten Fall zu einer Zwangsbehandlung kommen. Diese darf jedoch ausschließlich in stationären psychiatrischen Einrichtungen erfolgen, sie muss von einem Richter und nach Möglichkeit auch von einem zweiten Arzt genehmigt sein.
Es gibt jedoch durchaus auch Betroffene, die in manischen Phasen ihre Problemeinsicht behalten, aber trotzdem ein übersteigertes Maß an Produktivität zeigen. Vielen Künstlern wird beispielsweise eine bipolare Störung nachgesagt. In solchen Fällen ist es dann wichtig, dass der Betroffene neben einer angepassten Medikation vor allem eine ausgewogene Tagesstruktur erhält und ausgiebig schläft. Eine übersteigerte Fixierung beispielsweise auf ein berufliches Projekt kann sich negativ auf den weiteren Verlauf der Störung auswirken.
Wenn der Betroffene einsichtig ist, kann auch eine psychotherapeutische Behandlung durchgeführt werden (Psychoedukation und Verhaltenstherapie). Eine weitere Betreuung durch einen Facharzt sowie regelmäßige Medikamenteneinnahme werden jedoch dringend empfohlen.
Bei plötzlichem Einstellen der Medikation können Kältegefühl und Schüttelfrost auftreten. Zudem können Betroffene durch das zu frühe und zu schnelle Absetzen der Medikamente in einen schlimmen Mischzustand geraten, in dem die Selbst- und Fremdgefährdung am höchsten ist. Außerdem geraten sie dadurch nicht selten in einen schweren Rückfall, der dann nochmals einen Klinikaufenthalt von Wochen bis Monaten zur Folge hat.

## Leben mit einer Manie
Bei Einsicht des Betroffenen, einem geregelten und stressreduzierten Leben, regelmäßiger Medikation und Aufarbeiten von Problemen in der Psychotherapie kann dieser durchaus ein vollkommen normales Leben führen. Allerdings gehört die bipolare Störung – eine solche ist in den meisten Fällen von Manie vorhanden – zu den zehn Krankheiten, die weltweit am meisten zu lebenslanger Behinderung beitragen. Das weit erhöhte Suizidrisiko weist darauf hin, dass für Betroffene das Leben oft unerträglich ist, sofern es zu weiteren Ausbrüchen der Störung und damit einhergehend depressiven Phasen kommt.
Wenn er die Anzeichen einer beginnenden Manie kennt, kann der Betroffene mitunter rechtzeitig durch sein Verhalten (sofortiger Facharztbesuch, evtl. zusätzliche Medikamente, ausreichend Schlaf, Stressabbau) gegensteuern, so dass eine ausgeprägte Manie gar nicht erst wieder entstehen muss.
Für die Betroffenen ist eine Manie immer eine überwältigende Erfahrung und kann wie eine Art Erleuchtung erlebt werden, so dass sich daraus etwas entwickelt wie eine „Verliebtheit“ in die Manie oder eine Sehnsucht nach der Manie, besonders wenn man um den unangenehmen Zustand einer tiefen Depression weiß.
Umso wichtiger ist darum die Erkenntnis der eigenen Begrenztheit und Endlichkeit, auch ein Annehmen des Durchschnittlichen und Unauffälligen, denn fast immer kommt nach einem Ausschlag in Richtung Manie eine Depression. So kann durch ein Bestreben, die Pendelausschläge geringer zu halten, eine Linderung des Leidens erfolgen, was ein Argument für eine Zielvorgabe in Richtung „Durchschnittlichkeit“ sein kann.
Es ist hilfreich, wenn der Patient die Manie als einen Teil von sich selbst ansieht.
Es ist im Charakter meist schon vor Ausbruch der Manie angelegt, dass diese Menschen sehr schnell für Neues zu begeistern sind und es gibt mitunter eine „manische Aussage“ für das, was im Leben zu kurz gekommen ist, was man vielleicht mehr integrieren müsste ins Leben. Allerdings kann das Verhalten von Manikern in der Manie auch völlig wesensfremd sein.
Wenn sich Betroffene an die Medikation halten und/oder bei Frühwarnanzeichen durch ihr Verhalten gegensteuern, können erneute Ausbrüche verhindert oder abgeschwächt werden. Wurden davor mehrere Phasen durchgemacht, können allerdings Residualsymptome verbleiben, und die Prognose kann sich zunehmend nach gehäuften Phasen verschlechtern.